# Kigezi (vattendrag i Burundi, Rutana)
Kigezi är ett vattendrag i Burundi.   Det ligger i provinsen Rutana, i den centrala delen av landet, 80 kilometer sydost om huvudstaden Bujumbura.
I omgivningarna runt Kigezi växer huvudsakligen savannskog. Runt Kigezi är det ganska tätbefolkat, med 230 invånare per kvadratkilometer.